# Gustav Robert von Maltzahn
Gustav Robert von Maltzahn (* 20. Oktober 1807 in Filehne; † 13. August 1882 in Karlsbad) war ein deutscher Jurist und Mitglied der Frankfurter Nationalversammlung.

## Leben

### Herkunft
Seine Eltern waren der preußische Hauptmann Reichsfreiherr Friedrich Gustav Bernhard von Maltzahn (* 4. Februar 1769; † 15. November 1833) und dessen Ehefrau Leopoldine Rehfeldt (* 14. April 1787; † 18. September 1870).

### Werdegang
Er studierte zwischen 1825 und 1831 Rechtswissenschaften in Berlin. Anschließend trat er in den preußischen Justizdienst ein. Zwischen 1836 und 1845 war er Oberlandesgerichtsassessor in Landsberg an der Warthe und ab 1840 in Frankfurt (Oder). Zwischen 1845 und 1848 war er zunächst kommissarischer Landgerichtsdirektor und danach bis 1856 Land- und Stadtgerichtsdirektor in Küstrin. Danach war er Kreisgerichtsdirektor in Bromberg und ab 1863 in Frankfurt (Oder). Danach war er von 1878 bis 1882 Landgerichtspräsident in Frankfurt (Oder). Seit 1878 trug er den Titel eines Geheimen Justizrates.

### Abgeordneter
Seit dem 18. Mai 1848 bis zum 16. April 1849 war er Mitglied der Frankfurter Nationalversammlung. Er vertrat den Wahlkreis Königsberg in Brandenburg. Er zunächst Mitglied der Casinofraktion und später der Fraktion Landsberg. Er war vom 3. Oktober 1848 und dem 16. April 1849 Schriftführer der Nationalversammlung. Er gehörte dem Ausschuss für die Einleitung einer Untersuchung gegen die Abgeordneten Robert Blum und Johann Georg Günther an. Er wählte Friedrich Wilhelm IV. zum Kaiser der Deutschen mit. Nachfolger im Parlament war Johann Friedrich Carl Schröter. 1850 war er Mitglied des Volkshauses des Erfurter Unionsparlaments.

## Familie
Er heiratete am 14. April 1839 Marie Karoline Wilhelmine von Werder (* 25. Dezember 1815; † 20. April 1876), eine Tochter des Generalmajors Johann von Werder. Das Paar hatte mehrere Kinder:
- Klara Marie Leopoldine (* 27. Februar 1840; † 26. August 1915)
- Hans Gustav (* 15. Juni 1842; † 3. Juli 1866), gefallen bei Königgrätz
- Elisabeth Julie (* 24. August 1844) ⚭ 1868 Dr. Eugen Borgius († 5. Juli 1908), Pfarrer am Königsberger Dom
- Friedrich Helmuth Bernhard (* 17. Juni 1846; † 2. April 1916), Regierungsassessor ⚭ 1883 Karoline (Lilli) Amalie Wilhelmine von Tiedemann (* 15. September 1863)
- Kurt Leopold Wilhelm (1849–1930), deutscher Konteradmiral ⚭ 1879 Rose von Spieß (* 24. April 1852)